# Sophie Tessier
Ne doit pas être confondu avec Sophie Tissier.
Sophie Tessier est originaire de Rennes. Poète, autrice et professeure de lettres,  elle a reçu le prix Poésie du Salon du livre insulaire d'Ouessant en 2013. 

## Biographie
Passionnée de littérature et notamment par l’œuvre de Julien Gracq qu'elle a rencontré plusieurs fois, elle a vécu un an au Canada pour mener à bien des travaux universitaires sur les œuvres poétiques de Saint-John Perse et Yves Préfontaine.
C’est une « amoureuse du Grand Nord » où elle a voyagé à plusieurs reprises, en Norvège et en Islande, par exemple. Mais c’est le Groenland qui la fascine le plus à travers ses paysages, sa mythologie et sa culture. Elle s'y rend par trois fois : en 2011 pour effectuer un raid en kayak dans la baie de Disko, en 2012 et en 2013 sur les traces d'Erik le Rouge. C'est durant son deuxième voyage, en immersion dans un village de la côte est, à Tiniteqilaaq, qu’elle écrit son recueil Groenland est.
Elle vit près de Combourg et a enseigné les lettres à Pleine-Fougères jusqu'en 2024, date à laquelle elle a pris ses fonctions à Melesse.

## Style
Son premier livre Groenland est est un hybride entre poésie et journal de bord. Il est basé sur ses expériences et voyages au Groenland et évoque les « charmes » de cette région. 
Jean Malaurie en a salué « l’élégance de l’expression ».
En grande admiratrice de Julien Gracq, elle écrit son premier roman Varech dans un style proche de ce dernier. Le texte s'ouvre sur trois personnages, un vieux lettré, un vieux marin, et un jeune garçon à qui l'on prête peut-être une douzaine d'années. Ils habitent porte à porte avec la mer, dans un village que les autres habitants ont déserté pour fuir la menace d'un danger qui ne s'est pas encore produit. Ils vivent en harmonie avec la nature, au rythme des saisons, jusqu'à ce qu'un événement survienne, qui bouleversera leur existence en introduisant un mystère qui va s'épaississant au fil des pages à mesure qu'il s'éclaire... Cette œuvre se situe « entre réalité et imaginaire où passé et présent perdent peu à peu leur frontière ».
Son deuxième roman, Lumen, lui aussi désancré  sur les plans géographique et temporel - quoique le lecteur soit amené à plonger dans la Longue Nuit de l'hiver quelque part dans le Grand Nord - commence par la découverte d'une plume inconnue sur laquelle une jeune femme, Hekla, est venue mener l'enquête. Une enquête qui la conduira à « entrer en conversation » avec un volcan.  
Son deuxième recueil de poésie, en prose cette fois, intitulé Les eaux froissées et préfacé par Alexis Gloaguen, a été initié lors d'une résidence d'écriture d'un mois à la Maison Julien Gracq, en juillet 2023. Sophie Tessier y donne la parole à la Loire, qui se fait peu à peu le porte-parole du vivant non-humain.

## Distinctions
- Elle obtient le Prix 2013 de la littérature insulaire pour la poésie au  Salon du livre insulaire d'Ouessant avec son recueil de poésie Groenland est[1].
- Elle est finaliste du Prix Plume d’Équinoxe 2017, du Prix du Roman de la Ville de Carhaix 2017 et du Prix Henri-Queffelec 2018 pour son roman Varech[4].

## Œuvres
- Groenland est : carnet de voyage, février 2012, Aber, 2013  (ISBN 978-2-916845-23-4).
  - L’ouvrage a été traduit en breton : Gwennva an Douar Glas, Aber, 2013, traduit par Pierrette Kermoal  (ISBN 978-2-916845-22-7).
- Varech, Diabase, 2017  (ISBN 978-2-37203-014-4).
- Lumen, Diabase, 2023  (ISBN 978-2-37203-052-6).
- Les eaux froissées, Diabase, 2025  (ISBN 978-2-37203-069-4).